# Margarethe Hübsch
Margarethe Hübsch (* 19. Juni 1903 in Wien; † 30. August 1983 ebenda) war eine österreichische Oberärztin und stellvertretende Primaria in der Wiener städtischen Nervenklinik für Kinder Am Spiegelgrund und Beteiligte an der Kinder-Euthanasie.

## Leben
Hübsch war Fachärztin für Neurologie und Psychiatrie. Sie beantragte am 24. Februar 1940 die Aufnahme in die NSDAP und wurde am 1. April aufgenommen (Mitgliedsnummer 9.017.341), sie war ebenso Mitglied der NS-Frauenschaft. Sie leitete bis zum 31. Dezember 1940 als kommissarische Primarärztin die Wiener Nervenheilanstalt „Maria Theresienschlössel“. Zum 1. Jänner 1941 wurde sie als Anstaltsoberärztin in die Anstalt „Am Spiegelgrund“ versetzt. Zugleich war  sie stellvertretende Primaria der Klinik und vertrat in allen Angelegenheiten den Euthanasiearzt Erwin Jekelius, der Anfang Jänner 1942 zur Wehrmacht einberufen wurde; die Leitung der Abteilung wurde dann bis April 1942 von Hans Bertha übernommen. Vom Mai bis Ende Juni 1942 leitete Hübsch interimistisch die Kinderklinik „Am Spiegelgrund“, bis schließlich ab 1. Juli Ernst Illing die Leitung übernahm. Nachdem sie noch einige Wochen unter Illing in der Kinderabteilung beschäftigt war, wurde sie in das Hauptgesundheitsamt der Stadt Wien versetzt.
Am 5. November 1945 erging vom Landesgericht für Strafsachen Wien der Antrag, Margarethe Hübsch zu verhaften und auch gegen sie eine Voruntersuchung wegen des Verdachtes auf Mord einzuleiten. Hübsch behauptete bei ihren Einvernahmen, mit der Tötung von Kindern „niemals das mindeste zu tun gehabt zu haben“. Die von ihr benannte Entlastungszeugin, die Krankenschwester Anna Katschenka, bestätigte dies jedoch nicht, sondern gab an, dass Hübsch als Stellvertreterin des Anstaltsleiters Jekelius über die Tötungen („Todesbeschleunigungen“) genauestens informiert war. Katschenka hat bei ihren Aussagen auch noch hervorgehoben, dass Hübsch immer mit dem Originalparteiabzeichen aufgetreten sei und stets mit „Heil Hitler“ gegrüßt habe.
Von 15. bis zum 18. Juli 1946 standen der Facharzt für Nerven- und Geisteskrankheiten Ernst Illing sowie die beiden Ärztinnen Marianne Türk und  Margarethe Hübsch im sogenannten 1. Steinhofprozess vor dem Volksgericht Wien. In der Hauptverhandlung gab Katschenka an, dass Hübsch keine Anordnungen zur Tötung von Kindern erteilt habe, auch versuchte sie, Illing und Türk zu entlasten. Aufgrund weiterer Zeugenaussagen erschien es dem Gericht aber einleuchtend, dass Hübsch von den Tötungen gewusst haben musste, dass dies aber noch kein absoluter Beweis für ihre Mitwirkung an den Tötungshandlungen sei. Dies führte dazu, dass Hübsch im Unterschied zu den beiden anderen Angeklagten freigesprochen und auf freien Fuß gesetzt wurde.
In der Folge blieb sie vom Dienst in der Gemeinde Wien suspendiert, konnte aber in ihrer eigenen Praxis als Fachärztin für Neurologie und Psychiatrie weiterarbeiten. Vom Bundespräsidenten wurde ihr der Berufstitel „Medizinalrat“ verliehen. Auch auf ihren Titel als „Primaria“, obwohl sie diese Funktion nur kurzzeitig ausgeübt hatte, wollte sie nicht verzichten; diesen hat sie auch auf ihrem Grabstein im Friedhof Meidling anbringen lassen.